# Libyphaenis virescens
Libyphaenis virescens là một loài bướm đêm trong họ Noctuidae.